# Stanford University Women's Volleyball 2019
Questa voce raccoglie le informazioni riguardanti la Stanford University Women's Volleyball nella stagione 2019.

## Stagione
La Stanford University partecipa alla Pac-12 Conference, conquistando il suo diciannovesimo titolo di conference (il terzo consecutivo).
Ottiene quindi l'accesso diretto al torneo NCAA Division I, dove gioca da testa di serie numero 3, ospitando l'intera fase regionale al Maples Pavilion. Nei primi due turni le Cardinal superano agevolmente la Denver e la Cal Poly, raggiungendo le Sweet Sixteen. Nel penultimo turno preliminare della post-season piegano in cinque parziali la Utah, andando poi a qualificarsi per la Final-4 dopo aver sconfitto per 3-0 la Penn State nella finale regionale.
Nell'atto finale del torneo regolano in tre set la testa di serie numero 7 Minnesota durante le semifinali, prima di conquistare il nono titolo della propria storia, il secondo consecutivo, sconfiggendo per 3-0 la Wisconsin, testa di serie numero 4.

## Organigramma societario
Area direttiva
- Presidente: Bernard Muir

Area organizzativa
- Direttore delle operazioni: Mary Hambly

Area tecnica
- Allenatore: Kevin Hambly
- Allenatore associato: Denise Corlett
- Assistente allenatore: Alisha Glass
- Assistente allenatore volontario: Russell Corbelli
- Coordinatore tecnico: Jesse Sultzer
- Preparatore atletico: Lindsy Donnelly, Tyler Friedrich

## Rosa
| N° | Nome                | Ruolo | Data di nascita  | Nazionalità sportiva | Anno      |
| -- | ------------------- | ----- | ---------------- | -------------------- | --------- |
| 1  | Jenna Gray          | P     | 28 febbraio 1998 | Stati Uniti          | Senior    |
| 2  | Kathryn Plummer     | S     | 16 ottobre 1998  | Stati Uniti          | Senior    |
| 3  | Holly Campbell      | C     | 2 maggio 2000    | Stati Uniti          | Sophomore |
| 4  | Meghan McClure      | S     | 19 agosto 1999   | Stati Uniti          | Junior    |
| 6  | Selina Xu           | P     | 15 maggio 2001   | Stati Uniti          | Freshman  |
| 7  | Mackenzie Fidelak   | O     | -                | Stati Uniti          | Sophomore |
| 8  | Michaela Keefe      | S     | -                | Stati Uniti          | Senior    |
| 9  | Morgan Hentz        | L     | 27 luglio 1998   | Stati Uniti          | Senior    |
| 10 | Kendall Kipp        | O     | 12 dicembre 2000 | Stati Uniti          | Freshman  |
| 11 | Kate Formico        | L     | 21 marzo 1999    | Stati Uniti          | Junior    |
| 12 | Audriana Fitzmorris | O     | 10 ottobre 1997  | Stati Uniti          | Senior    |
| 14 | McKenna Vicini      | C     | 19 agosto 2000   | Stati Uniti          | Freshman  |
| 15 | Madeleine Gates     | C     | 30 ottobre 1998  | Stati Uniti          | Senior    |
| 16 | Natalie Berty       | S     | -                | Stati Uniti          | Freshman  |
| 20 | Caitlin Keefe       | S     | -                | Stati Uniti          | Senior    |
| 21 | Sidney Wilson       | S     | -                | Canada               | Junior    |
| 22 | Caitlin Baird       | S     | 1º febbraio 2001 | Stati Uniti          | Freshman  |

## Mercato
| Acquisti | Acquisti        | Acquisti              | Acquisti   |
| R.       | Nome            | da                    | Modalità   |
| -------- | --------------- | --------------------- | ---------- |
| P        | Selina Xu       | Menlo School          | definitivo |
| O        | Kendall Kipp    | Corona del Mar HS     | definitivo |
| C        | McKenna Vicini  | Lexington Catholic HS | definitivo |
| C        | Madeleine Gates | UC Los Angeles        | definitivo |
| S        | Natalie Berty   | Mater Dei HS          | definitivo |
| S        | Caitlin Baird   | Perry Meridian HS     | definitivo |

| Cessioni | Cessioni           | Cessioni     | Cessioni   |
| R.       | Nome               | a            | Modalità   |
| -------- | ------------------ | ------------ | ---------- |
| S        | Blake Sharp        | -            | ritirata   |
| C        | Babatamilore Alade | -            | ritirata   |
| P        | Payton Chang       | Northwestern | definitivo |
| C        | Alexis Froistad    | -            | ritirata   |
| C        | Courtney Bowen     | -            | ritirata   |

## Statistiche

### Statistiche di squadra
| Competizione                      | Punti | In casa | In casa | In casa | In trasferta | In trasferta | In trasferta | Campo neutro | Campo neutro | Campo neutro | Totale | Totale | Totale |
| Competizione                      | Punti | G       | V       | P       | G            | V            | P            | G            | V            | P            | G      | V      | P      |
| --------------------------------- | ----- | ------- | ------- | ------- | ------------ | ------------ | ------------ | ------------ | ------------ | ------------ | ------ | ------ | ------ |
| Pac-12 Conference NCAA Division I | .882  | 16      | 14      | 2       | 14           | 13           | 1            | 4            | 3            | 1            | 34     | 30     | 4      |
| Totale                            | .882  | 16      | 14      | 2       | 14           | 13           | 1            | 4            | 3            | 1            | 34     | 30     | 4      |

G = partite giocate; V = partite vinte; P = partite perse

### Statistiche dei giocatori
| Giocatrice    | Pac-12 Conference NCAA Division I | Pac-12 Conference NCAA Division I | Pac-12 Conference NCAA Division I | Pac-12 Conference NCAA Division I | Pac-12 Conference NCAA Division I | Totale | Totale | Totale | Totale | Totale |
| Giocatrice    | P                                 | PT                                | AV                                | MV                                | BV                                | P      | PT     | AV     | MV     | BV     |
| ------------- | --------------------------------- | --------------------------------- | --------------------------------- | --------------------------------- | --------------------------------- | ------ | ------ | ------ | ------ | ------ |
| N. Berty      | 3                                 | 25                                | 24                                | 1                                 | 0                                 | 3      | 25     | 24     | 1      | 0      |
| H. Campbell   | 34                                | 244                               | 167                               | 77                                | 0                                 | 34     | 244    | 167    | 77     | 0      |
| M. Fidelak    | 6                                 | 18                                | 17                                | 1                                 | 0                                 | 6      | 18     | 17     | 1      | 0      |
| A. Fitzmorris | 33                                | 400                               | 336                               | 59                                | 5                                 | 33     | 400    | 336    | 59     | 5      |
| K. Formico    | 34                                | 29                                | 0                                 | 0                                 | 29                                | 34     | 29     | 0      | 0      | 29     |
| M. Gates      | 34                                | 363,5                             | 267                               | 89,5                              | 7                                 | 34     | 363,5  | 267    | 89,5   | 7      |
| J. Gray       | 34                                | 190                               | 112                               | 50                                | 28                                | 34     | 190    | 112    | 50     | 28     |
| M. Hentz      | 34                                | 23                                | 1                                 | 0                                 | 22                                | 34     | 23     | 1      | 0      | 22     |
| C. Keefe      | 19                                | 2                                 | 0                                 | 0                                 | 2                                 | 19     | 2      | 0      | 0      | 2      |
| M. Keefe      | 6                                 | 10                                | 10                                | 0                                 | 0                                 | 6      | 10     | 10     | 0      | 0      |
| K. Kipp       | 23                                | 182                               | 166                               | 15                                | 1                                 | 23     | 182    | 166    | 15     | 1      |
| M. McClure    | 34                                | 281,5                             | 230                               | 25,5                              | 26                                | 34     | 281,5  | 230    | 25,5   | 26     |
| K. Plummer    | 24                                | 492                               | 444                               | 24                                | 24                                | 24     | 492    | 444    | 24     | 24     |
| M. Vicini     | 4                                 | 9                                 | 6                                 | 3                                 | 0                                 | 4      | 9      | 6      | 3      | 0      |
| S. Wilson     | 33                                | 18                                | 0                                 | 0                                 | 18                                | 33     | 18     | 0      | 0      | 18     |
| S. Xu         | 4                                 | 1                                 | 1                                 | 0                                 | 0                                 | 4      | 1      | 1      | 0      | 0      |

P = presenze; PT = punti totali; AV = attacchi vincenti; MV = muri vincenti; BV = battute vincenti

NB: I muri singoli valgono una unità di punto, mentre i muri doppi e tripli valgono mezza unità di punto; anche i giocatori nel ruolo di libero sono impegnati al servizio